# Iniciativa Suramericana
Iniciativa Suramericana o (SAI) por sus siglas en inglés, es una organización no gubernamental 501(c)3 creada con el propósito de brindar asistencia a todos los países que pertenecen a Suramérica, como Argentina, Bolivia, Brasil, Chile, Colombia, Ecuador, Guyana, Paraguay, Perú, Surinam, Uruguay y Venezuela.
SAI trabaja para crear conciencia sobre las condiciones de vida de los más pobres en América del Sur, al tiempo que ofrece soluciones para ayudar a expandir el camino hacia un futuro mejor. La necesidad de crear esta organización dio como resultado una frase simple pero llamativa: Construyendo un Mañana más Brillante.

## Historia
Iniciativa Suramericana fue fundada en el año 2016 por S. Malca, un joven filántropo, después de darse cuenta de las dificultades que enfrentan muchas comunidades en América del Sur. Malca reside en el sur de la Florida, hogar de una de las comunidades suramericanas más grandes del continente. Malca estableció un equipo de trabajo formado por voluntarios comprometidos para el bienestar de la población más desfavorecida de los países suramericanos. Malca pudo analizar, desde una perspectiva humanitaria, la grave crisis que enfrentan muchas naciones suramericanas y que día a día se han hundido en la pobreza extrema. Esta disparidad llevó a Malca a crear esta organización. SAI comenzó a operar en Venezuela proporcionando ayuda humanitaria a pacientes hospitalizados, niños huérfanos, personas sin hogar, ancianos abandonados y olvidados en asilos y familias que no tienen que comer.
Para el año 2017, SAI ya había ayudado a más de 9.230 personas a través de sus tres principales campañas o proyectos: Fondos para Ayudar a Venezuela, Asistencia a pacientes desfavorecidos en hospitales venezolanos, Obsequiando Sonrisas a los Huérfanos en Venezuela y Luchemos Juntos Contra el Cáncer. Mas proyectos serán agregados para continuar mejorando la calidad de vida de todas las personas. Durante los primeros meses del año 2018, la lista de personas ayudadas ha aumentado. Ahora, hay más de 12,455 personas beneficiadas con los programas de alimentos que esta organización ha proporcionado para el bienestar de la población. Además de ayudar a las personas que viven en Venezuela, esta organización también ha prestado atención a la ayuda animal ya que representa un riesgo para la sociedad debido a la gran cantidad de animales que han sido abandonados en las calles del país. Es por eso que la campaña Ayudando a las Mascotas Abandonadas en Venezuela ha sido parte de esta generosa causa.

## Campañas o Proyectos

### Ayuda para Familias Venezolanas
La realidad de Venezuela es muy diferente del pasado. La gente espera en largas colas cerca de los supermercados día a día por una porción de comida con precios regulados que solo alimentará a uno o dos miembros de la familia durante una semana. La comida no es suficiente, muchas de estas personas han tenido que dejar los supermercados con las manos vacías.
Dado que el país sufre de hiperinflación desde 2016, su gente ha tenido consecuencias inimaginables. El venezolano promedio ha perdido casi 10 kg. Después de que comenzó la crisis económica, ha habido saqueos y violencia en las calles, dejando a los heridos sin acceso a atención médica y sin provisiones esenciales. Iniciativa Suramericana se ha comprometido con la gente de Venezuela para ayudar a cada persona que se encuentra en una situación vulnerable a ofrecer alimentos, ropa, calzado, agua potable y otros.

### Brindando asistencia a pacientes desfavorecidos en hospitales venezolanos
En un país donde parece que lo único que predomina son los asuntos políticos, el sistema de salud está declinando cada vez más. Todos los días, se han publicado artículos en la prensa denunciando el mal estado de los principales hospitales públicos en Venezuela. Cada vez más, la crisis de salud y la escasez de medicamentos se han presentado en el país. Este proyecto se ha destinado a la alimentación de adultos y niños vulnerables en diferentes hospitales.
Al momento de ejecutar este proyecto, el equipo de Iniciativa Suramericana continúa brindando suficientes alimentos y agua potable a niños y adultos que forman parte del requisito básico para cubrir sus necesidades de una dieta saludable. También ha proporcionado toda la ayuda que requieren las nuevas madres para cuidar a sus bebés, como pañales, fórmula, biberones y otros suministros.

### Dar a un huérfano venezolano la oportunidad de vivir
Muchos niños en Venezuela son abandonados, algunos llegan a diferentes hospitales y a las puertas de los orfanatos dentro de cajas de cartón y mochilas. En el peor de los casos, algunos recién nacidos son encontrados en la basura. La crisis económica que vive el país ha provocado que muchos padres abandonen a sus hijos porque no tienen suficientes ingresos para alimentarlos. Muchos de estos niños llegan a una situación de desnutrición crítica.
La mayoría de los huérfanos son a menudo los más vulnerables a ser criados en vidas criminales y explotados sexualmente. Al ayudarlos, tendrán un mejor futuro. Tendrán la oportunidad de tomar mejores decisiones.

### Luchemos juntos contra el cáncer
El cáncer es una de las principales causas de muerte en todo el mundo; en 2012, se le atribuyeron 8.2 millones de muertes, según cifras de la Organización Mundial de la Salud. Hay muchas formas en que esta enfermedad se manifiesta; Sin embargo, algunos expertos se atreven a ponerle fecha a su final, esta patología sigue siendo uno de los desafíos más importantes de la investigación médica. Muchos anuncios sobre el descubrimiento de una cura definitiva se reciben con dudas y precaución por parte de los oncólogos.
Con la creación de este proyecto, Iniciativa Suramericana ha diseñado programas y campañas para promover información sobre cómo prevenir el cáncer más común en mujeres y hombres. Y también ha brindado la ayuda adecuada a los pacientes más vulnerables al ofrecer medicamentos para controlar los efectos secundarios de la quimioterapia.

### Ayuda para los animales callejeros en Venezuela
Al ver la gran cantidad de mascotas enfermas abandonadas en las calles venezolanas, Iniciativa Suramericana ha creado vínculos con fundaciones destinadas a ayudar a los animales para proporcionar los recursos necesarios en la prevención de enfermedades a la salud pública. La crisis y la escasez en Venezuela no solo afectan a las personas, sino también a sus mascotas. Los dueños de perros en Venezuela se han visto obligados a abandonarlos. La comida para perros se ha incrementado en más del 50%. Es por eso que en las calles hay más animales abandonados que antes y la verdad es que no es justo.
Las soluciones al problema de la proliferación canina en calles y avenidas incluyen la promoción de la propiedad responsable, lo que implica entender que tener un mascota es una gran responsabilidad. Otra solución es fortalecer la ayuda necesaria para todas las organizaciones de ayuda animal, proporcionando fondos para campañas de esterilización, alimentos para animales, tratamientos para la sarna, tratamientos para la rabia y otras enfermedades.